# ZBP1
ZBP1‏ (Z-DNA binding protein 1) هوَ بروتين يُشَفر بواسطة جين ZBP1 في الإنسان.